# Kurbelwelle

Animation: Kurbelwelle (rot) eines Vierzylindermotors

Eine Kurbelwelle ist eine Welle, die eine Kurbel trägt oder eine Aneinanderreihung mehrerer Kurbeln. Die Wellenstümpfe der inneren Drehgelenke der Kurbeln fluchten untereinander und bilden eine unterbrochene Welle. Ihre Teilstücke sind über die Arme der Kurbeln und deren äußere Wellenstümpfe miteinander verbunden. Die Verbindung wird dadurch möglich, dass jede einzelne Kurbel zwei Kurbelarme (Kurbelwangen) hat. Die Kurbeln sind im Allgemeinen in der Wellenachse gegeneinander verdreht. Eine Kurbel am Wellenende mit nur einer Wange ist „fliegend“ gelagert.
Der Aneinanderreihung von Kurbeln zu einer Kurbelwelle entspricht die Aneinanderreihung mehrerer Kolben und Zylinder in einer mehrzylindrigen, Hubkolbenmaschine (z. B. Verbrennungsmotor). Zusammen mit den Pleueln und den Hubkolben bilden sie mehrere Schubkurbelgetriebe, die einzeln als Kurbeltrieb bezeichnet werden.
Die Bauteil-Folge Wange – Hubzapfen (äußerer Wellenstumpf) – Wange wird als Kurbelwellenkröpfung bezeichnet.

## Geschichte

Die Sägemühle von Hierapolis

Die erste bekannte Maschine, bei der eine Drehbewegung mithilfe einer Kurbel in einer Schubstange in eine lineare Bewegung umgesetzt wurde, war die römische Sägemühle von Hierapolis (3. Jahrhundert).
Der niederländische Erfinder Cornelis Corneliszoon nutzte ein solches Getriebe, um durch ein Windrad eine Sägemühle zu betreiben. 1597 erhielt er ein Patent auf seine Kurbelwelle.

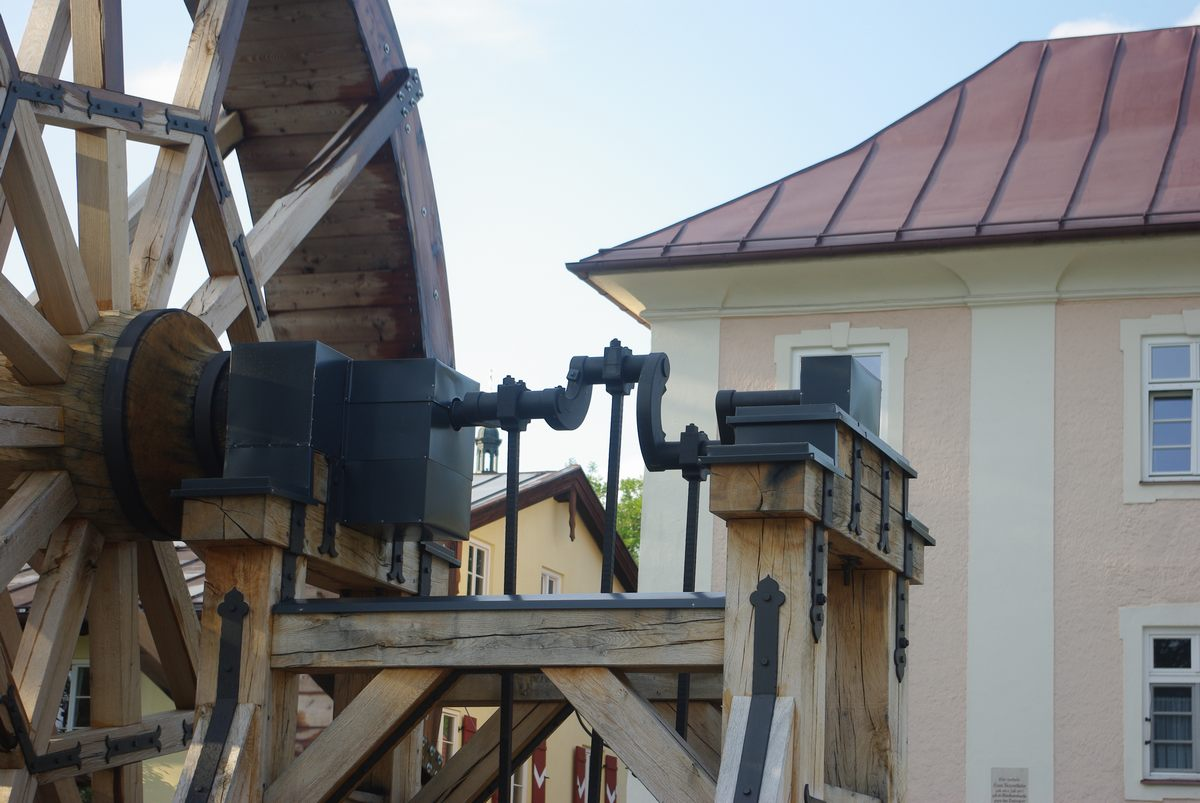
Reiffenstuelsche Kolbendruckpumpe im Salinenpark Traunstein

Bei der Reiffenstuelschen Kolbendruckpumpe wurde die Kraft von einem oberschlächtigen Wasserrad über eine Welle mit drei Kröpfungen auf drei Pumpenkolben übertragen. Diese Pumpe wurde 1612 von Simon Reiffenstuel für die „erste Pipeline der Welt“, die Soleleitung von Reichenhall nach Traunstein, entwickelt.

## Funktion
Die Kurbelwelle hat die Aufgabe, die Pleuelkräfte in ein Drehmoment am Wellenende umzuwandeln und umgekehrt. Dabei können große Beschleunigungskräfte entstehen, deshalb sind Kurbelwellen oft mit Gegengewichten und einem Schwungrad versehen.
Kurbelwellen in Verbrennungsmotoren wurden versuchsweise auch höhenverstellbar gelagert, um eine variable Verdichtung zu bewirken. Durch exzentrisch gelagerte Kurbelwellenlager wird der Abstand zwischen Kurbelwelle und Zylinderkopf verändert. Der Vorteil einer variablen Verdichtung ist ein im Teillastbereich um bis zu 25 % geringerer Verbrauch.
Um zu Schmierungszwecken Motoröl innerhalb der einteiligen Kurbelwelle an die Haupt- und Pleuellager leiten zu können, sind die Kurbelwellen moderner Verbrennungsmotoren hohlgebohrt, das Öl wird durch die Hauptlager zugeführt und tritt dann durch Bohrungen in den Wellen- und Hubzapfen aus. Bei gebauten Wellen sind die Haupt- und Pleuellager keine Gleitlager, sondern Wälzlager. Sie benötigen keine Druckölschmierung, sondern werden durch den Ölnebel im Zylinder-Kurbelgehäuse mit Schmierstoff versorgt.
Durch Schränkung wird die Kurbelwelle oft seitlich aus der Zylindermittelachse versetzt. Dies wird meist durch eine Desachsierung des Kolbenbolzens ergänzt. Dadurch ergeben sich verschiedene Vorteile hinsichtlich der Reibungsverluste und Geräuschemission (Noise Vibration Harshness).

## Aufbau

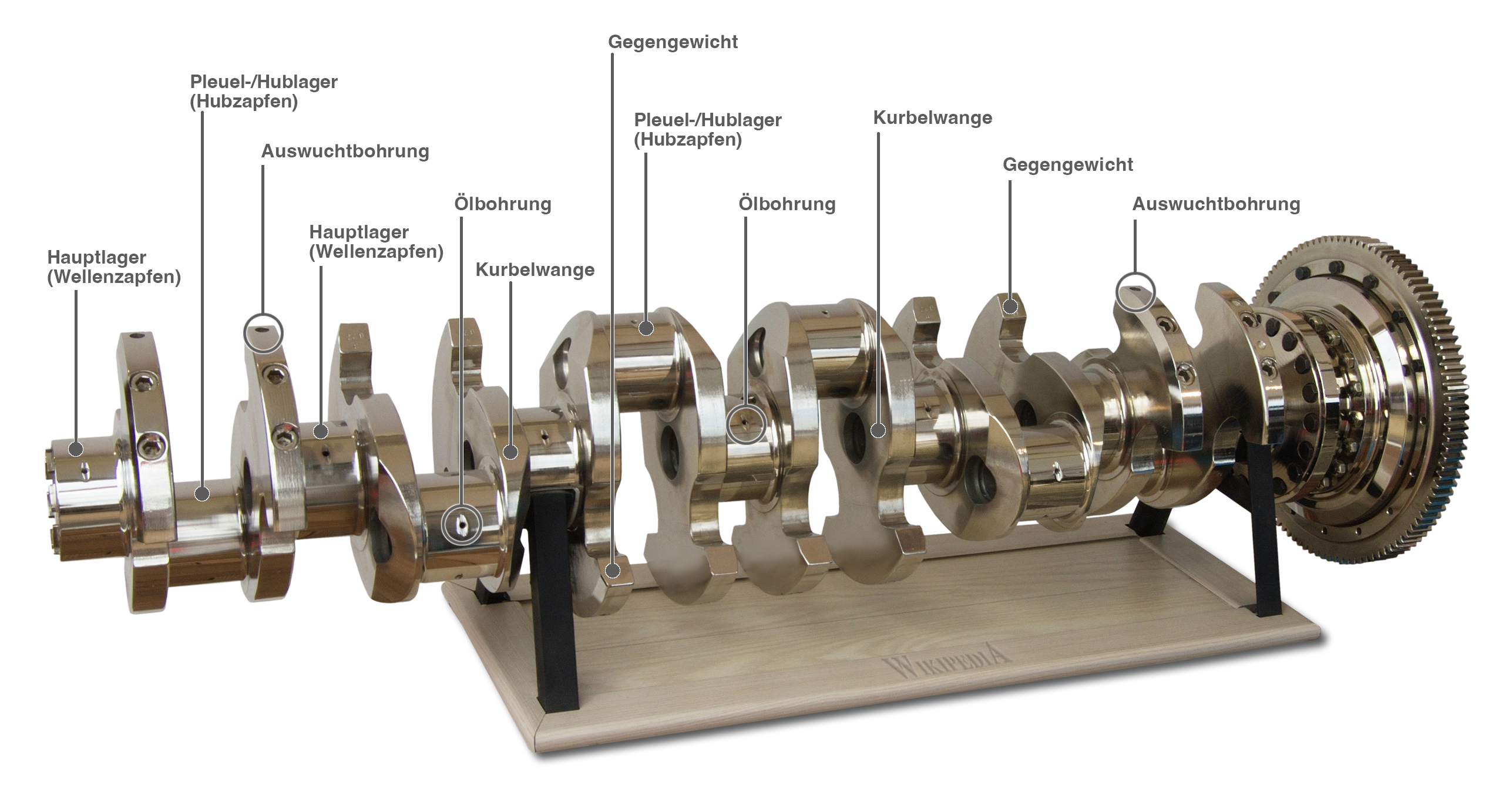
Für Ausstellungszwecke verchromte Kurbelwelle und ihre Komponenten

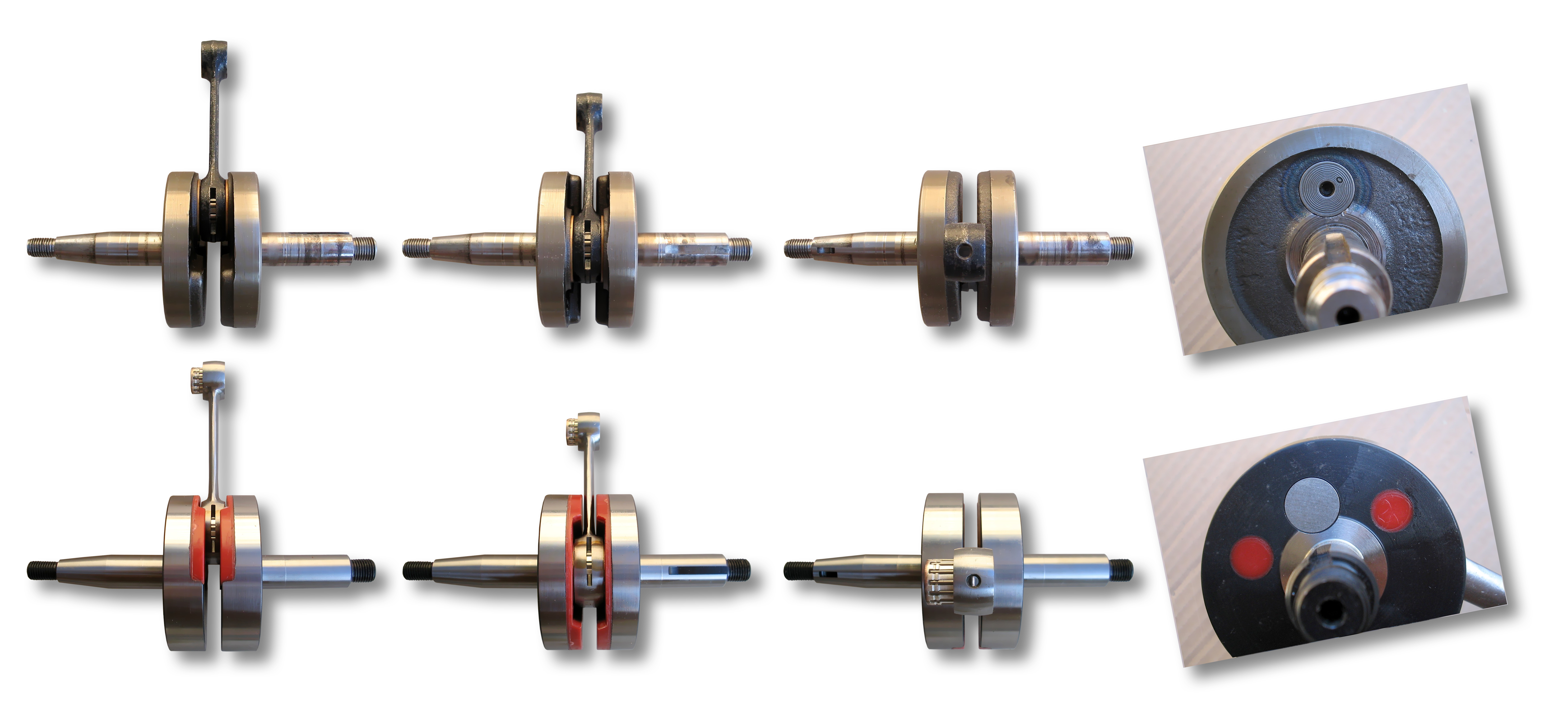
Vergleich einer serienmäßigen Kurbelwelle (oben) mit einer Version für höhere Leistung (unten): Teflon-Einlagen und Ausgleichsbohrungen zur Verminderung von Vibrationen und „Toträumen“

Eine Kurbelwelle besteht aus folgenden Elementen:
- Wellenzapfen. Sie laufen in den Grundlagern (Hauptlagern) und definieren die Drehachse der Welle.
- Pleuelzapfen, auf denen die Schubstangen (Pleuel) gelagert sind. Sie beschreiben im Betrieb eine Kreisbahn um die Drehachse der Kurbelwelle. Der Durchmesser dieser Kreisbahn entspricht dem Kolbenhub der Kolben.
- die Kurbelwangen verbinden die Pleuel- mit den Wellenzapfen.
- Zur Massenausgleich dienen in der Regel Gegengewichte, die an den Wangen angebracht werden.

Rotierende Massenkräfte lassen sich vollständig durch Anbringen von Gegenmassen ausgleichen. Die Kurbelwelle wird dadurch schwerer. Oszillierende Massenkräfte können mit zusätzlichen Ausgleichswellen kompensiert werden (zum Beispiel Lanchester-Ausgleich). Eine einfache Möglichkeit, oszillierende Massenkräfte I. Ordnung (das heißt ihre Frequenz entspricht der Drehzahl) zu verringern besteht darin, sie teilweise durch rotierende Gegenmassen auszugleichen (üblicherweise zu 50 %) und die dabei entstehende rotierende Massenkraft (Unwucht) in Kauf zu nehmen und sie zum Beispiel durch eine weiche Lagerung der
Maschine aufzufangen.

## Bauarten und Fertigung

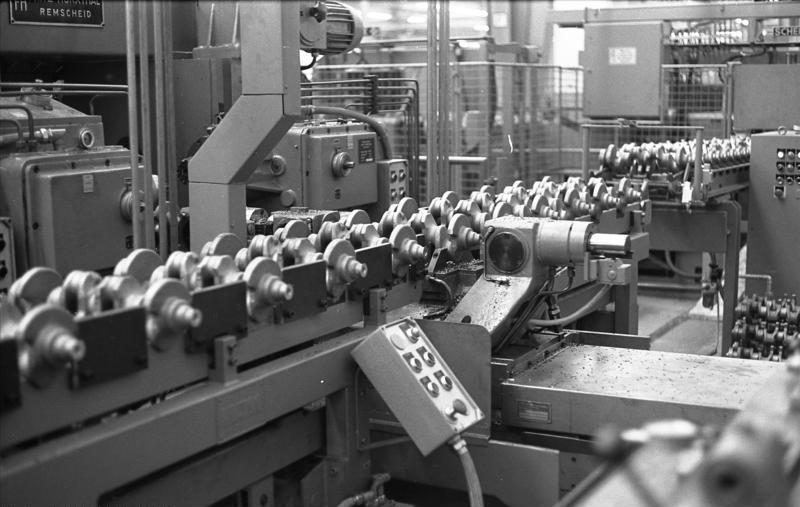
Fertigung bei VW (Bundesarchiv, B 145 Bild-F040736-0010 / Schaack, Lothar)

Man unterscheidet gebaute, also aus Einzelteilen zusammengesetzte Kurbelwellen und geschmiedete oder gegossene, also in einem Stück hergestellte Kurbelwellen.

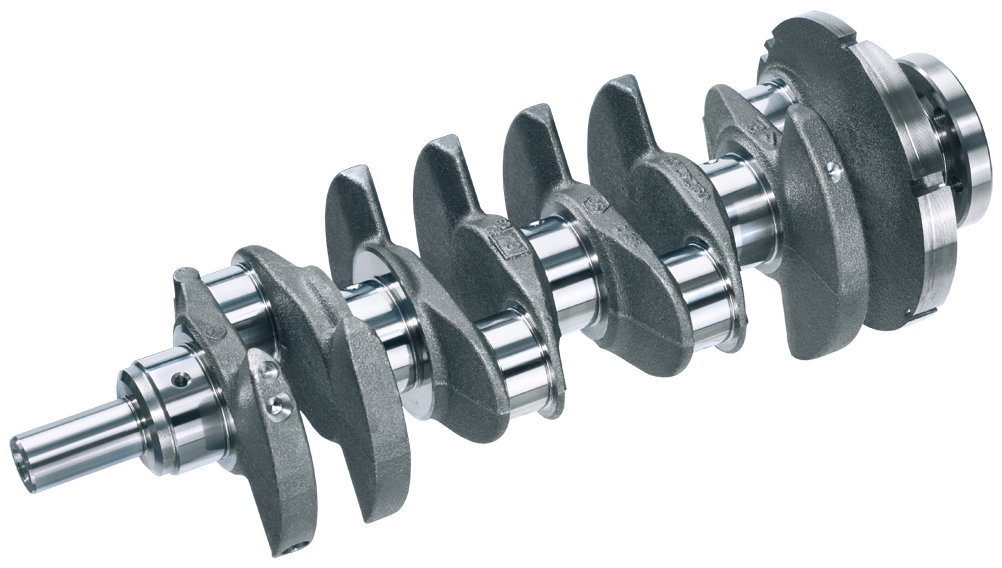
Gegossene Kurbelwelle (Sandguss) aus Gusseisen
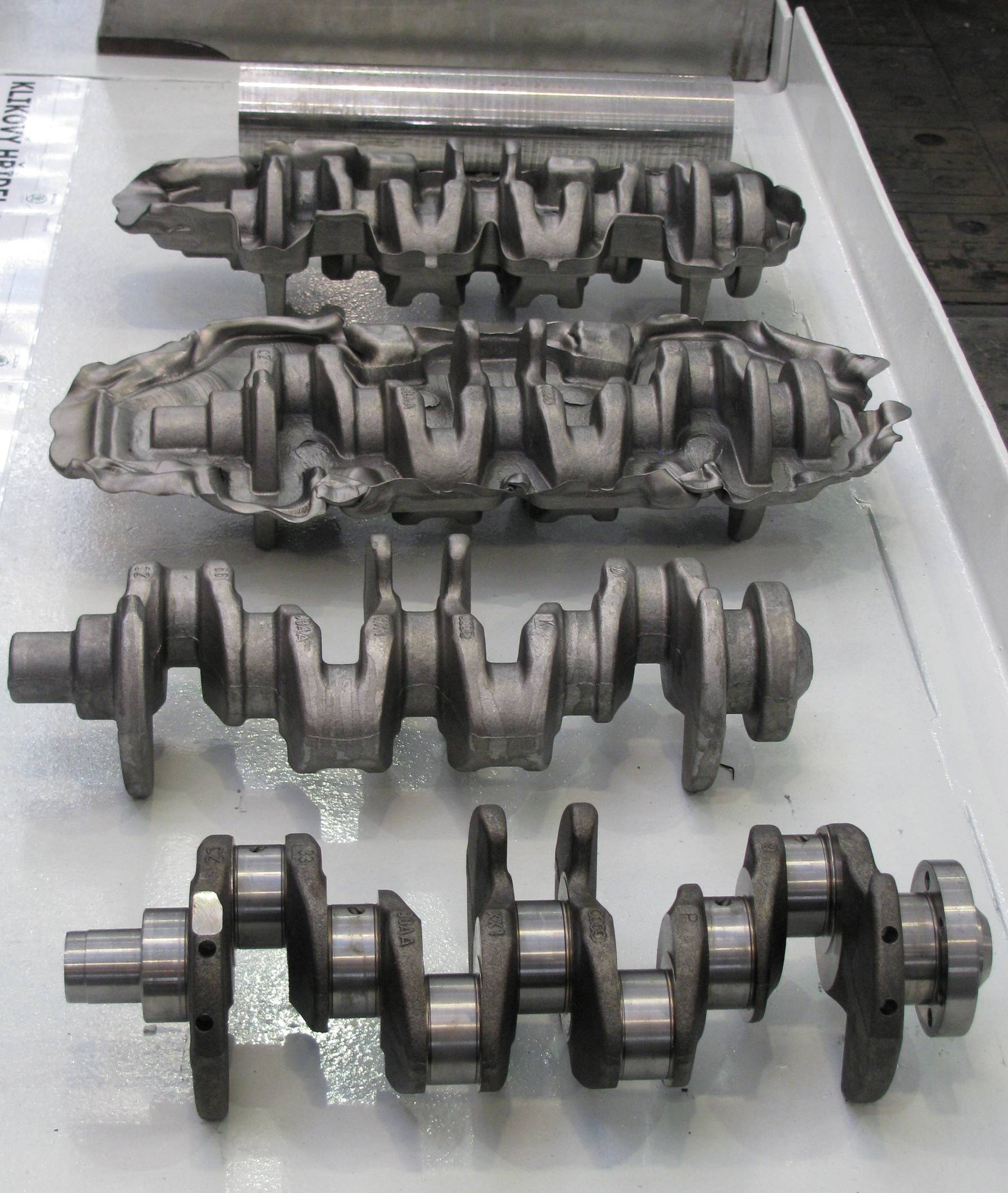
Geschmiedete Kurbelwelle aus Stahl; 2× hinten: nach dem Schmieden; dann: nach dem Abgraten; vorn: nach dem Schleifen
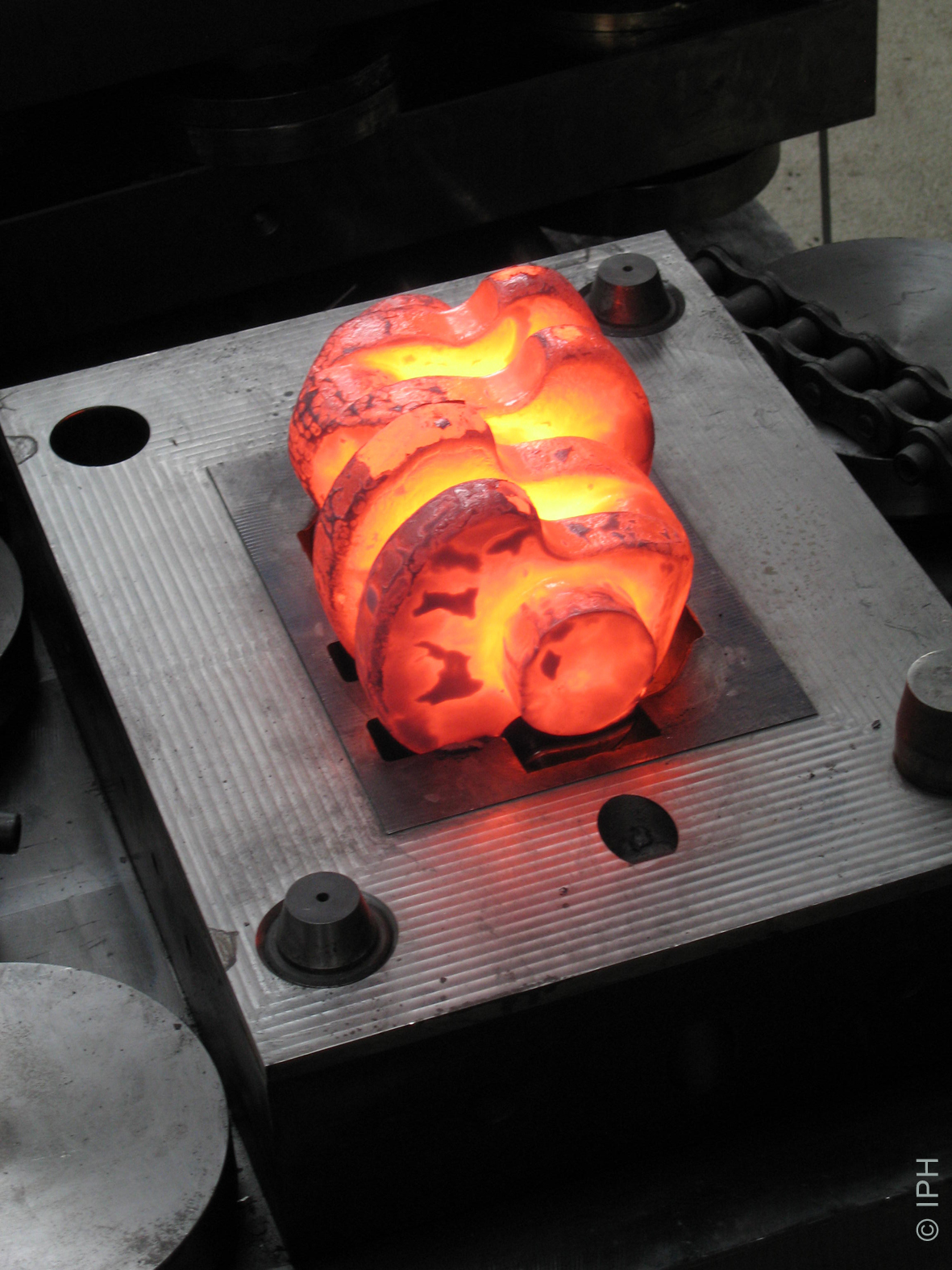
Kurbelwelle direkt nach dem gratlosen Präzisionsschmieden (Forschungsprojekt am IPH)
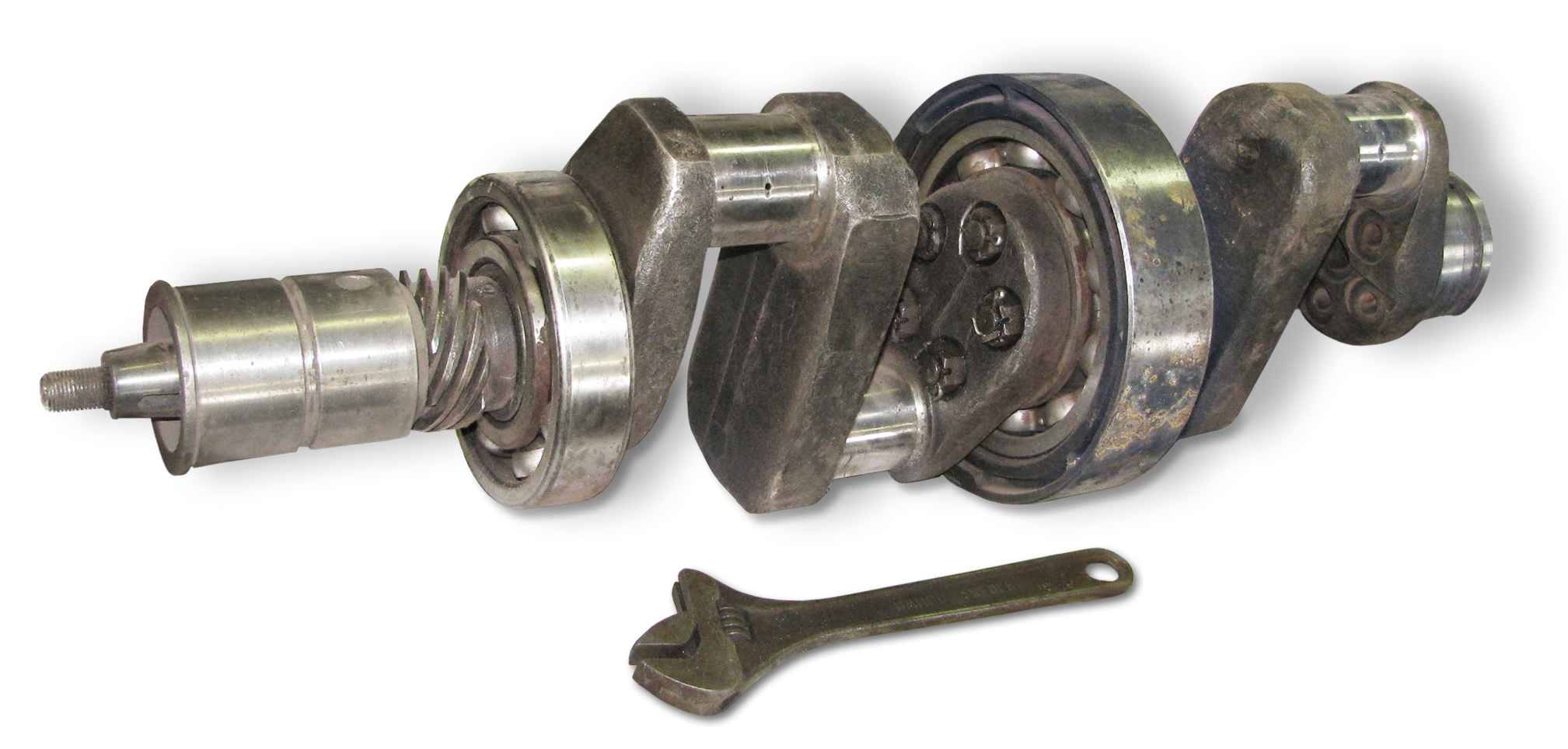
(teil-)gebaute Kurbelwelle mit Wälzlagern